# Mario Gozzini
Mario Gozzini (Firenze, 18 aprile 1920 – Firenze, 2 gennaio 1999) è stato uno scrittore, politico e giornalista italiano.
Assiduo collaboratore di svariate riviste e quotidiani quali La Stampa, Corriere della Sera e l'Unità, divenne famoso anche per l'approvazione di una legge da lui ispirata, la legge Gozzini (legge 10 ottobre 1986, n. 663).

## Biografia
Laureatosi in lettere nel 1942, nel 1945 iniziò una duratura collaborazione con la casa editrice Vallecchi, dove dirigeva la collana I nuovi padri: saggi sul Cristianesimo del nostro tempo. Assieme ad Alfonso di Nola fu il coordinatore dell'Enciclopedia delle Religioni. Collaborò anche con l'amico Giovanni Papini. Insegnò storia e filosofia negli istituti superiori di Firenze (tra i quali il celebre Liceo scientifico statale Leonardo da Vinci). Negli anni cinquanta e negli anni sessanta fu molto vicino a Giorgio La Pira, Ernesto Balducci, Giuseppe Dossetti, Geno Pampaloni. Fu fra i fondatori delle riviste L'Ultima (nel 1946) e Testimonianze (nel 1958).
Fu uno dei più importanti fautori del dialogo tra i cattolici e il Partito Comunista Italiano. A partire dal 1976 e per tre legislature fu eletto al Senato della Repubblica nelle liste del PCI. Da senatore della Sinistra Indipendente si occupò in particolare della discussione sulla legalizzazione dell'aborto (legge 194 del 1978, sostenendo di spostare l'accento per la donna sulla "libertà dAll'aborto" più che "dEll"' aborto, fatta salva la non perseguibilità penale dell'atto) e della legge di riferimento sui benefici carcerari (legge  663 del 1986 (archiviato dall'url originale il 15 febbraio 2008)., cosiddetta Legge Gozzini).

## Opere letterarie
L'archivio di Mario Gozzini è depositato, assieme alla sua vasta biblioteca, presso l'Istituto Gramsci Toscano a partire dal 2000 ed è notificato dalla Soprintendenza Archivistica per la Toscana per via del suo importante rilievo storico.
- Rischio e fedeltà: appunti sull'uomo ultimo (Firenze: LEF, 1951)
- Pazienza della verità (Firenze: Vallecchi, 1959)
- Concilio aperto (Firenze: Vallecchi, 1963)
- Il dialogo alla prova: Cattolici e comunisti italiani (Firenze: Vallecchi, 1964)
- La fede più difficile; la psicologia nuova dei cattolici (Firenze: Vallecchi, 1969)
- Matrice cristiana, un'alternativa: evangelizzazione e promozione umana (Firenze: Vallecchi, 1976)
- I cattolici e la sinistra: dibattito aperto (Assisi: Cittadella, 1977)
- Papini vivo (Firenze: Vallecchi, 1977)
- Contro l'aborto fra gli abortisti (Torino: Gribaudi, 1978)
- Carcere perché, carcere come (Firenze: Edizioni Cultura della Pace, 1988)
- Oltre gli steccati: cattolici, laici e comunisti in Italia, 1963-1993 (Milano: Sperling & Kupfer, 1994)
- La giustizia in galera? (Roma: Editori Riuniti, 1997)